# Дунайский тритон
Дунайский тритон (лат. Triturus dobrogicus) — вид тритонов, хвостатых земноводных из семейства настоящих саламандр.
Ранее этот вид считался одним из подвидов гребенчатого тритона (Triturus cristatus dobrogicus).

## Распространение
Вид встречается в Австрии, Болгарии, Боснии и Герцеговине, Хорватии, Чехии, Венгрии, Молдове, Румынии, Сербии и Черногории, Словакии и Украине.

## Описание
Дунайский тритон имеет средние размеры, длина тела составляет от 115 до 150 мм включая хвост.
По внешним признакам вид очень похож на гребенчатого тритона.
Отличия от гребенчатого тритона — более удлинённое и стройное тело, особенно у самок, более узкая голова и короткие конечности.
Икра молочно-белого цвета. Личинки такие же, как у гребенчатого тритона, но более тёмной окраски.

## Жизненный цикл
Максимальная продолжительность жизни 10 лет.

## Образ жизни
В противоположность гребенчатому тритону — преимущественно равнинный вид, в горах не встречается. Встречается в поймах рек, каналах, крупных лужах, на суше нередко в полях. Часто занимает те же водоёмы, что и обыкновенный тритон. Совместно с гребенчатым тритоном не сосуществует, хотя их образ жизни в целом схож. Предположение о широкой зоне гибридизации между этими двумя видами в Закарпатье не подтвердилось — все гибридные животные оказались особями гребенчатого тритона.

## Охрана вида
Дунайский тритон занесён в Красную книгу Украины.

## Подвиды дунайского тритона
- Triturus d. dobrogicus (Kiritzescu, 1903) — номинативный подвид
- Triturus d. macrosomus (Boulenger, 1908)